# David Vrankovic
David Vranković (sinh ngày 11 tháng 11 năm 1993) là một cầu thủ bóng đá người Úc thi đấu ở vị trí trung vệ cho Bonnyrigg White Eagles F.C.